# Iglesia de la Divina Pastora (Motril)
La iglesia de la Divina Pastora, también conocida coloquialmente como iglesia de los Capuchinos, es una parroquia situada en la ciudad española de Motril, Granada.

## Historia
En 1641, se estableció en Motril la orden religiosa de los capuchinos y se inició así la construcción de un nuevo convento en la ciudad en 1652, a pesar de la oposición de franciscanos y frailes mínimos de la Victoria, que eran las dos órdenes religiosas de la ciudad. Estas obras finalizaron en el 1656; el resultado fue un templo caracterizado por su pobreza y extrema sencillez, y formado por una única nave.
Antiguo convento de capuchinos, la iglesia sirve de ayuda a la parroquial desde mediados del siglo XIX. Aparece descrita en el undécimo volumen del Diccionario geográfico-estadístico-histórico de España y sus posesiones de Ultramar de Pascual Madoz con las siguientes palabras:

El conv. de Capuchinos, fundado en 1641 por Doña Gerónima de Arroyo al estremo oriental de la c., tenia cuando la esclaustracion 40 religiosos, 24 de ellos sacerdotes y novicios: el edificio y su igl. son grandes y su forma la generalmente seguida por esta órden religiosa; la igl. sirve de ayuda de parr. desde 1843, y su casa algun tiempo de criadero de seda.
(Madoz, 1848, p. 640)

## Semana Santa
La parroquia celebra la Semana Santa motrileña con dos figuras que bendicen las calles cada Sábado Santo; a saber, el Santísimo Cristo Yacente y la Virgen de la Soledad, que son titulares de la cofradía de Nuestra Señora de la Soledad y del Santísimo Cristo Yacente.
Además, la Divina Pastora (titular de la iglesia) realiza una salida extraordinaria cada mes de octubre por las calles de Motril, la cual reúne a los fieles de esta sagrada figura mariana.